# Трансграничный парк Большой Лимпопо
Трансграничный парк Большой Лимпопо — формируемый в настоящее время природный парк на территории африканских государств Зимбабве, Мозамбик и ЮАР. Площадь парка составляет 37 572 км². Вторая фаза развития парка предполагает его расширение почти до 100 000 км², что сделает Большой Лимпопо крупнейшим природным парком в мире.

## История
Меморандум о создании парка был подписан 10 ноября 2000 года. Будущий парк первоначально получил название Трансграничный парк Газа-Крюгер-Гонарежу, однако в октябре 2001 года было принято современное название.
9 декабря 2002 года главы государств, на территории которых формируется парк, подписали соглашение о его создании.
Первые животные пересекли бывшие границы национальных парков 4 октября 2001 года. С этого времени более 50 км заграждений было снято для обеспечения беспрепятственной миграции животных.
С октября 2013 года между Мозамбиком и ЮАР действует специальный пограничный пункт для прохода туристов, посещающих Большой Лимпопо.

## Состав парка

Схема Трансграничного парка Большой Лимпопо

Трансграничный парк Большой Лимпопо включает в себя частные и государственные территории ЮАР, Мозамбика и Зимбабве, а также ранее созданные природные парки и заповедники:
- Национальный парк Крюгер (ЮАР)
- Национальный парк Лимпопо (Мозамбик)
- Национальный парк Баньине (Мозамбик)
- Национальный парк Зинаве (Мозамбик)
- Слоновий заповедник Мапуто (Мозамбик)
- Национальный парк Гонарежу (Зимбабве)